# Université de Saint-Boniface
 (août 2022).
Si vous disposez d'ouvrages ou d'articles de référence ou si vous connaissez des sites web de qualité traitant du thème abordé ici, merci de compléter l'article en donnant les références utiles à sa vérifiabilité et en les liant à la section « Notes et références ».
L'Université de Saint-Boniface (USB) est un établissement d’enseignement supérieur de langue française situé dans la province du Manitoba au Canada.

## Historique
L'Université de Saint-Boniface est le premier établissement d’enseignement de l'Ouest canadien.
L’école se développe et, en 1855, Mgr Alexandre-Antonin Taché fait construire le Collège de Saint-Boniface.
Entre 1866 et 1870, sous la direction de l’abbé George Dugas, le Collège réorganise ses programmes. L’enseignement du latin, du grec et de la philosophie est consolidé dans un cours classique.
L’établissement devient officiellement l'Université de Saint-Boniface en septembre 2011,.

## Formation continue
La division de l'éducation permanente (DEP) de l'Université de Saint-Boniface offre de la formation continue dans plusieurs domaines.

## Administration
Les objectifs et pouvoirs de l'Université de Saint-Boniface sont décrits dans la Loi sur l'Université de Saint-Boniface, dont la plus récente version est datée de juin 2011. Sa gouvernance bilatérale se compose du Bureau des gouverneurs et du Sénat. Plusieurs comités sont également en place pour répondre à des besoins particuliers.

### Le Bureau des gouverneurs
Le Bureau des gouverneurs est responsable de l’administration de l’université. Ses fonctions comprennent la gestion des biens de l’établissement, la nomination des cadres supérieurs, l’adoption du budget et l’ajout ou l’abolition de programmes. Il est composé d’une quinzaine de personnes.

## Autres sources
- Pelchat, Carole, « Le Collège universitaire de Saint-Boniface », Saint-Boniface, 1908-2008 : reflets d’une ville, Winnipeg, Presses universitaires de Saint-Boniface, 2008, p. 111-114.
- Saint-Pierre, Annette, De fil en aiguille au Manitoba, Winnipeg, Éditions des Plaines, 1995, 376 p.